# Peter C. Scriba

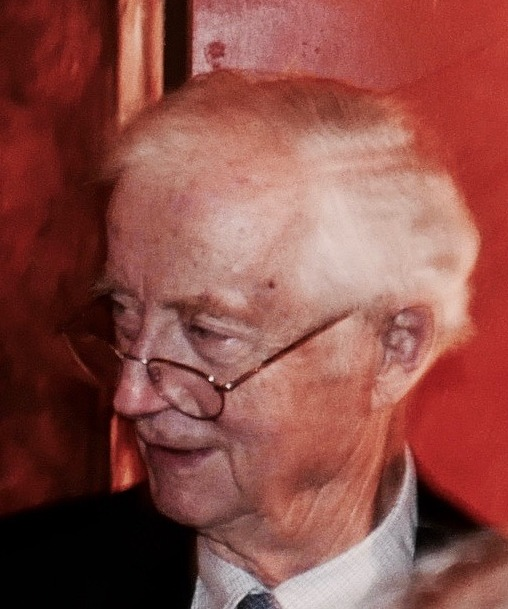
Peter C. Scriba (2016)

Peter Christian Scriba (* 19. August 1935 in Hamburg) ist ein deutscher Internist und Endokrinologe. Scriba war Professor für Innere Medizin an den Universitätskliniken Lübeck und an der LMU München sowie Rektor der Universität Lübeck. 

## Leben
Peter Scribas Vater war der Pathologe Karl Scriba. Peter Scriba hat zwei jüngere Geschwister. Nach dem Abitur 1954 an der Gelehrtenschule des Johanneums in Hamburg studierte er Medizin an der Albert-Ludwigs-Universität Freiburg (1959 Promotion summa cum laude bei Helmut Holzer und Staatsexamen). Als wissenschaftlicher Mitarbeiter arbeitete er zunächst weiter bei Holzer, bevor er 1962/63 als Postdoktorand an die Harvard Medical School in Boston, Massachusetts, ging. Seine Ausbildung zum Facharzt für Innere Medizin absolvierte er bei Gustav Bodechtel an der Ludwig-Maximilians-Universität München, wo er ab 1966 Oberarzt war und sich 1967 habilitierte. 1972 wurde er dort außerplanmäßiger Professor, 1974 leitender Oberarzt und Leiter der klinisch-chemischen Laboratorien.
1980 erhielt Scriba einen Ruf auf eine C4-Professur für Innere Medizin an der Universität Lübeck, wo er 1987 bis 1989 auch Rektor war, und wurde somit Direktor der Klinik für Innere Medizin der Universität. 1991 erhielt er einen Ruf zurück an die Universität München, wo er zusätzlich als ärztlicher Direktor am Klinikum Innenstadt wirkte. Im Jahr 2000 wurde er emeritiert.

## Wirken
Scriba hat – Stand 2015 – mehr als 800 wissenschaftliche Publikationen, Abstracts und Beiträge zu Monografien publiziert. Schwerpunkte seiner wissenschaftlichen Arbeit waren die endokrinologischen Erkrankungen, die Entwicklung von Methoden zur Bestimmung von Hormonen und die Erforschung ihrer Wirkmechanismen. Scriba gilt als hervorragender Lehrer, insbesondere für Pathophysiologie und für Endokrinologie. 1984 gehörte er zu den Gründern des Arbeitskreises Jodmangel, dessen Sprecher er war. Dieser als eingetragener Verein agierende Arbeitskreis finanziert sich durch Zuwendungen folgender Unternehmen: Südwestdeutsche Salzwerke, Kali und Salz AG, Sanofi-Aventis und SteriPharm als Hersteller von Jodtabletten. Er konnte wesentlich dazu beitragen, dass die gesetzlichen Bestimmungen eine Jodierung von Speisesalz (Jodsalz) ermöglichten und begünstigten. Der Rückgang der Häufigkeit der Jodmangelerkrankungen in Deutschland wird auf diese Jodierung zurückgeführt.
Scriba war Fachgutachter für die Deutsche Forschungsgemeinschaft (DFG). Bis 1987 war er Präsident der Deutschen Gesellschaft für Endokrinologie. Ab 1986 war er Mitglied des Wissenschaftsrates, von 1987 bis 1991 Vorsitzender des dortigen Medizinausschusses. Hier war er federführend an der Umstrukturierung der ostdeutschen Universitätsklinika beteiligt. 1987 bis 1999 war er Mitglied der DFG-Senatskommission für Klinische Forschung. 1994/1995 war er Vorsitzender der Deutschen Gesellschaft für Innere Medizin (DGIM). Von 1995 bis 2001 war er Mitglied des Senats der Helmholtz-Gemeinschaft Deutscher Forschungszentren und von 1996 bis 2003 Mitglied und stellvertretender Vorsitzender des Kuratoriums für den Körber-Preis für die Europäische Wissenschaft. Ebenso war er von 1998 bis 2002 Mitglied des Senats der Leibniz-Gemeinschaft („Blaue Liste“).
Von 1993 bis 2007 war Scriba Mitglied im Sachverständigenrat zur Begutachtung der Entwicklung im Gesundheitswesen, davon 2002 bis 2007 als stellvertretender Vorsitzender.
Scriba gehörte zur Schriftleitung der medizinischen Fachzeitschriften Deutsche Medizinische Wochenschrift (DMW) und Der Internist. Von 1990 bis 1994 war er Mitglied und Vorsitzender des Gesundheitsforschungsrates am Bundesministerium für Bildung und Forschung. Von 1998 bis 2012 war er wissenschaftlicher Berater der Paul-Martini-Stiftung. Seit 1995 ist er Mitglied des Wissenschaftlichen Beirats der Bundesärztekammer und seit 2002 dessen Vorsitzender. Seit 2002 ist Scriba Vorsitzender des Aufsichtsrats des Universitätsklinikums Carl Gustav Carus Dresden. Zwischen 2001 und 2005 war er Mitglied im Aufsichtsrat des Universitätsklinikums Köln und von 2001 bis 2007 im Hochschulrat der Universität Lübeck.
Scriba habe in Westdeutschland „maßgeblich dazu beigetragen […], die Laboratoriumsdiagnostik endokriner Erkrankungen fest zu etablieren“.

## Publikationen
- Peter C. Scriba: Schilddrüsenkrankheiten in: Endokrinologie für die Praxis von Kurt Schwarz, Verlag J.F, Lehmann, München 1970.
- Peter C. Scriba und A. Pforte (Hrsg.): Taschenbuch der medizinisch-klinischen Diagnostik, 73., erw., völlig neu bearb. Aufl. des "Müller-Seifert", Springer Verlag, Berlin ; Heidelberg ; New York ; Barcelona ; Hongkong ; London ; Mailand ; Paris ; Singapur ; Tokio, 2000, ISBN 3-540-64867-4.

## Auszeichnungen (Auswahl)
- 1987 Mitglied der Leopoldina[5]
- 1988 Ehrenprofessur der Universität Zhejiang (China)
- 1992 Berthold-Medaille der Deutschen Gesellschaft für Endokrinologie (DGE)
- 1992 Verdienstkreuz 1. Klasse des Verdienstordens der Bundesrepublik Deutschland
- 1995 Ehrendoktor der Universität zu Lübeck
- 1998 Bayerischer Verdienstorden
- 2000 Ehrenmitglied der Deutschen Gesellschaft für Innere Medizin (DGIM)[6]
- 2002 Großes Verdienstkreuz des Verdienstordens der Bundesrepublik Deutschland
- 2004 Ehrenmitglied der Deutschen Gesellschaft für Endokrinologie (DGE)
- 2008 Gustav-von-Bergmann-Medaille der Deutschen Gesellschaft für Innere Medizin (DGIM)[7]
- 2015 Paracelsus-Medaille der Bundesärztekammer[4]